# Aung San Suu Kyi
Aung San Suu Kyi (Yangon, 19 de juny de 1945) és una política, activista i diplomàtica birmana, guanyadora del Premi Nobel de la Pau el 1991 per la seva lluita no-violenta contra la dictadura militar que governà el seu país durant anys. Posteriorment va ascendir al govern i ha estat consellera d'Estat i ministra, i ha sigut molt criticada per la seva falta d'acció respecte a la neteja ètnica de la minoria Rohingya que s'està duent a terme a Myanmar.

## Inicis polítics
És filla d'Aung San, heroi nacional que va signar l'any 1947 el tractat d'independència amb el govern britànic abans de ser assassinat.
Després de diplomar-se a la Universitat d'Oxford, treballar en la Secretaria de les Nacions Unides i ser professora a l'Índia, Aung San Suu Kyi va retornar a Birmània el 1988 i va participar en el segon combat en pro de la independència nacional, inspirar en l'exemple pacífic de Gandhi i en la seva fe budista, que la va dur a propugnar una revolució de l'esperit que es manifesta mitjançant el reconeixement de la necessitat del diàleg i la compassió pels més humils. A pesar d'estar arrelada en la tradició birmana, va saber evitar les manipulacions nacionalistes basant la seva lluita en els principis sagrats de la moral, insistint en la necessitat de reconciliar les ètnies del seu país, profundament dividides. El 26 d'agost de 1988 es va dirigir a una reunió multitudinària de 500.000 persones a la pagoda Shwedagon, exigint la democràcia al règim militar i cridant l'Aixecament 8888 com a segona lluita per la independència.

### Arrest domiciliari
El 1989 va ser sotmesa a arrest domiciliari a Rangun. Va assumir la direcció de la Lliga Nacional per a la Democràcia, que va guanyar les eleccions de 1990 per majoria absoluta. Les autoritats militars, però, es van negar a tenir en compte aquest resultat, per la qual cosa el seu partit no va poder formar un govern civil. Aung San Suu Kyi, subjecta a estreta vigilància, va preferir romandre al costat del seu poble donant testimoniatge de la seva fe en la idea del bé i de la justícia. El 10 de juliol de 1995 fou alliberada de l'arrest domiciliari.
El 23 de setembre de 2000 fou de nou detinguda al seu domicili fins al 6 de maig de 2002, al cap de 19 mesos.
De nou, fou a detinguda el 30 de maig de 2003 després de la massacre de Depayin, primer detinguda en secret durant més de tres mesos i després retornada a l'arrest domiciliari, que el 25 de maig de 2007 les autoritats prorrogaren un any malgrat una apel·lació directa del secretari general de l'ONU, Kofi Annan, al general Than Shwe, i per un altre any el 27 de maig de 2008, il·legal tant pel dret internacional com pel dret de Birmània, i de nou es va allargar l'11 d'agost de 2009 18 mesos més. El 25 de gener de 2010 es va filtrar un rumor segons el qual el ministre de l'Interior birmà, el major general Maung Oo, hauria comunicat en una reunió privada de dirigents locals que Suu Kyi seria alliberada el novembre del mateix any, un mes després de les eleccions generals. Les autoritats birmanes varen signar el decret d'alliberament de San Suu Kyi el 12 de novembre i el 13 de novembre finalitzava l'arrest domiciliari de la líder birmana, de manera que no es tracta d'una amnistia, sinó del final de la condemna. Fou rebuda a la porta del seu domicili per unes 3.000 persones. Suu Kyi portava 15 anys empresonada o privada de llibertat, a la presó o bé en arrest domiciliari.

### Eleccions de 2012

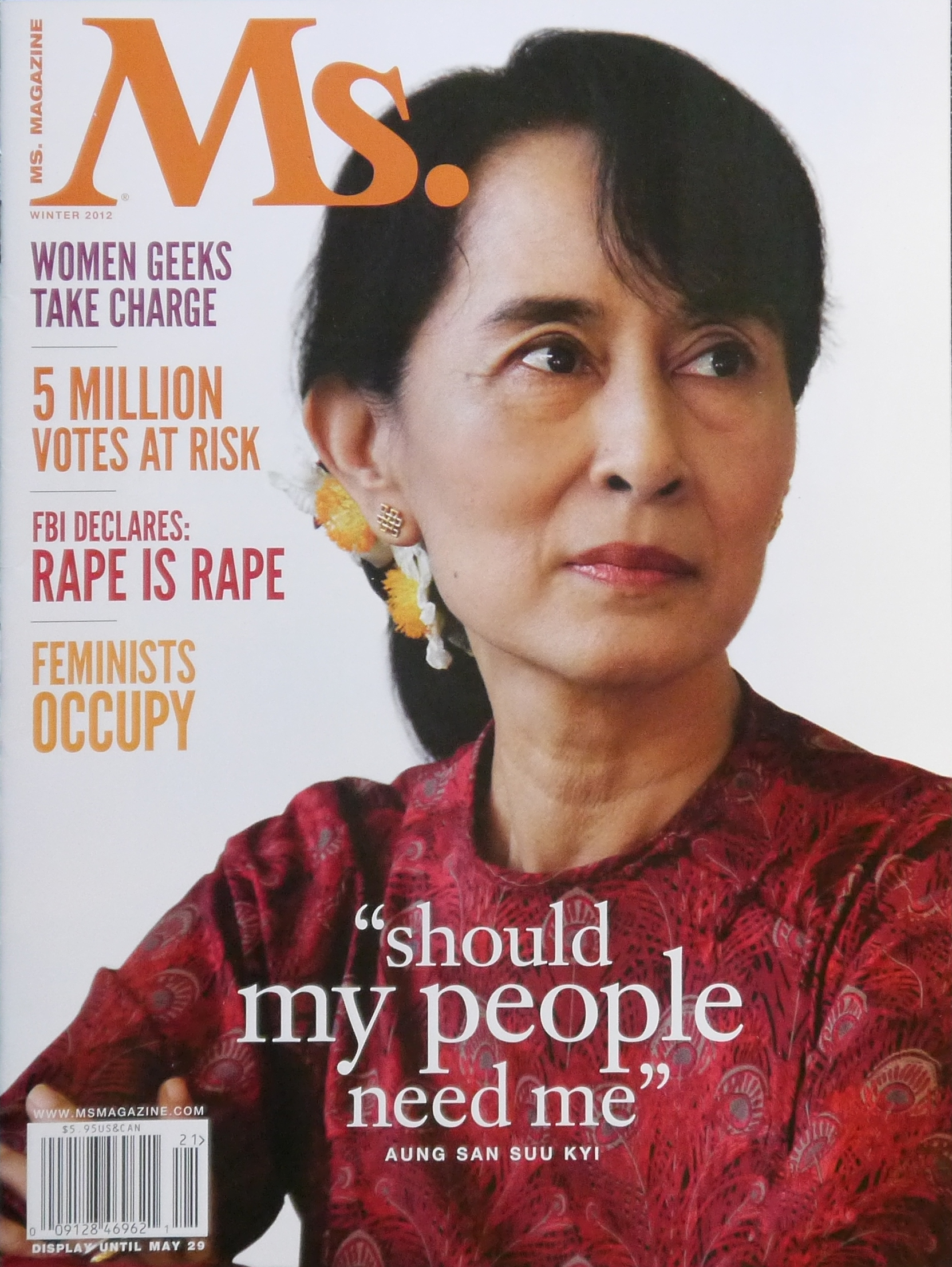
Suu Kyi (2012)

En les eleccions parcials de 2012 la Lliga Nacional per la Democràcia (LND), el partit de Suu Kyi, va obtenir dotze dels quaranta-cinc escons que estaven en joc, inclòs el d'Aung San Suu Kyi. El dia 2 de maig de 2012, Aung San Suu Kyi va prendre possessió del càrrec de diputada juntament amb la resta d'electes. Inicialment la LND havia comentat de no acceptar els escons aconseguits perquè en el text del jurament del càrrec s'especifica que "... s'ha de salvaguardar la constitució...", que va ser redactada per l'actual executiu, conformat encara per antics membres de la junta militar.
Es va produir una reunió de la líder birmana amb el secretari general de l'ONU, Ban Ki-moon, i la LND va canviar de parer:
| «                  | Durant tots els nostres anys de lluita, sempre hem cregut ser flexibles, perquè és l'única manera d'aconseguir els nostres objectius sense violència | » |
| — Aung San Suu Kyi | |   |

Abans de les eleccions Eleccions birmanes de 2015, Aung San Suu Kyi va anunciar que, tot i que en la constitució de 2008 se li prohibeix la presidència perquè té fills i és vídua de persones que no tenen la nacionalitat birmana, provisions que semblen establertes específicament per a ella, mantindria el poder real en qualsevol govern dirigit pel seu partit.

## Eleccions de 2015
En les Eleccions birmanes de 2015 el seu partit va guanyar àmpliament les eleccions, i fou escollit president Win Myint, un aliat proper. El 30 de març de 2016 es va convertir en ministra d'Afers Exteriors, d'Educació i d'Energia Elèctrica i Energia, i posteriorment va renunciar als dos últims ministeris i el president va nomenar-la consellera d'Estat, càrrec similar al d'un primer ministre creat especialment per a ella.

## Consellera d'Estat de Myanmar
El càrrec de Consellera d'Estat va ser aprovat per la Cambra de Nacionalitats l'1 d'abril de 2016 i la Cambra de Representants el 5 d'abril de 2016 i l'endemà es va establir el seu paper com a Consellera d'Estat.
En les Eleccions birmanes de 2020 el seu partit va guanyar encara més àmpliament que en 2015.

### Crisi dels Rohingya
Els Rohingya són una minoria musulmana que viu a poblats prop de la frontera amb Bangladesh. Des de 1982 se'ls va negar la ciutadania de la República de Myanmar tot i haver viscut des de segles a l'estat de Rakhine, a l'est de Birmània. Els atacs per part del Govern, on Aung San Suu Kyi ja era ministra, es van aguditzar. És considerat com una neteja ètnica. Un genocidi i una violació dels Drets Humans. El poble Rohingya ha començat un èxode cap a Bangladesh i està assentat en camps de refugiats en condicions infrahumanes. Ella ha afirmat que s'exagera tot i que no es pot considerar una "neteja étnica".
La Nobel de la Pau ha sigut profundament criticada per la seva impassibilitat al respecte. Altres Nobel de la Pau com la iemenita Tawakul Karman, la nordirlandesa Mairead Maguire i la iraniana Shirin Ebadi, han expressat profundes critiques després de visitar els camps bengalís.
Reconeixements com ara el Premi de la Llibertat d'Oxford o el Premi Elie Wiesel, lliurats pel reputat Museu de l'Holocaust dels Estats Units, li han sigut retirats per aquest motiu.

## Detenció de 2021
L'1 de febrer de 2021, Aung San Suu Kyi va ser detinguda pels militars durant el cop d'estat de Myanmar de 2021, després que declaressin fraudulents els resultats de les eleccions generals de novembre de 2020 a Myanmar.

## Defensora dels drets humans
Va rebre successivament el Premi Thorolf Rafto de Defensa dels Drets humans i el Premi Sàkharov per la Llibertat de Consciència.
Reconeguda com a presa de consciència per Amnistia Internacional, el seu propòsit que el drama birmà no caigués en l'oblit va ser recompensat el 14 d'octubre de 1991 amb el Premi Nobel de la Pau «per la seva lluita no-violenta en defensa de la democràcia i els drets humans».
El 1992 el Premi Internacional Simón Bolívar va recompensar per primera vegada la lluita d'una dona visionària que combina l'idealisme i el pragmatisme il·lustrat, sent conscient al mateix temps que altres moviments similars a Àsia s'han inspirat en la lluita pacífica de la Lliga Nacional.
El 1995, les pressions exercides pels Estats Units van posar fi al seu arrest domiciliari i va reprendre les seves activitats polítiques en favor de la democràcia. Les manifestacions estudiantils van provocar una dura repressió per part del Govern militar que va acabar amb la detenció de dirigents de l'oposició democràtica i l'establiment d'un nou arrest domiciliari el 1996. Rares vegades ha pogut rebre visites, encara que va aconseguir enviar a les Nacions Unides alguns missatges gravats que denuncien l'empitjorament de la situació dels drets humans en el seu país; demana a la comunitat internacional que concedeixi la prioritat als drets polítics de la Lliga Nacional, la direcció de la qual segueix assumint.
El Govern militar, que manté el poder en el seu país, no ha estalviat les invitacions d'exili per Aung San Suu Kyi.
Un capítol d'aquesta tàctica d'assetjament psicològic va succeir quan el seu espòs, Michael Aris, va morir de càncer de pròstata al març de 1999, sense que Suu Kyi aconseguís el permís per veure'l. Aquell any mateix, a l'abril, el seu fill petit, Kim Htein Lin, va obtenir permís per reunir-se amb la seva mare durant unes hores a l'aeroport de Rangun.
L'any 2008 estigué guardonada amb el Premi Internacional Catalunya, concedit juntament amb Cynthia Maung per la Generalitat de Catalunya, en reconeixement de la lluita democràtica que emprenen diàriament contra la junta militar birmana que dirigeix el país. Aung San Suu Kyi ha estat votada en un procés participatiu realitzat al març del 2010 a Palafrugell de dones que mereixen un carrer.
Malgrat tot l'anterior, durant el setembre de 2017 alguns líders mundials i mitjans de comunicació han qüestionat la seva inacció davant la crisi de la minoria musulmana rohingya, que s'està veient abocada a l'exili per les accions violentes de l'exèrcit de Myanmar, fet que ja s'ha qualificat com a neteja ètnica.